# Togo im Ersten Weltkrieg
Das heutige Togo war seit 1884 eine deutsche Kolonie, deren Grenzen zu den britischen und französischen Nachbarkolonien sich bis 1911 mehrfach änderten. Togo besaß aufgrund der transkontinentalen Funkstation Kamina Bedeutung als Fernmeldepunkt für die überseeischen Nachrichtenverbindungen des Deutschen Reiches mit seinen Kolonialgebieten. Kurz nach dem Beginn des Ersten Weltkriegs wurde das Gebiet binnen eines Monats besetzt.

## Ausgangssituation
In der Kolonie Togo gab es kein deutsches Militär, sondern nur eine Kolonialpolizeitruppe, die aus einem Kommandeur und seinem Stellvertreter sowie zehn deutschen Unteroffizieren bestand. Zu diesem deutschen Personal kamen ein togoischer Unteroffizier und ca. 660 einheimische Polizeikräfte, die über das gesamte Land verteilt waren. Sie wurde zwar bei Beginn des Krieges auf insgesamt 1500 Mann, darunter eine Europäerkompanie mit knapp 200 Deutschen, aufgestockt, doch den größtenteils untrainierten Einheiten mangelte es an Kriegsmaterial.

## Kriegsverlauf
Französische und britische Truppen forderten die Kolonie am 6. August 1914 auf, sich zu ergeben. Am nächsten Tag marschierten britische Truppen aus dem heutigen Ghana (damals Goldküste) und französische Truppen aus dem heutigen Benin (damals Dahomey) ein, ohne auf Gegenwehr zu treffen. Anecho und Porto Seguro (das heutige Agbodrafo) fielen ohne Widerstand. Die alliierten Truppen besetzten am 12. August 1914 die Hauptstadt Lomé und marschierten dann auf die Großfunkstation Kamina (östlich von Atakpame) zu. Die deutschen Truppen zogen sich ins Landesinnere zurück und beschränkten sich darauf, die Eisenbahnbrücken über den Sio- und Lili-Fluss zu sprengen, um den feindlichen Vormarsch zu bremsen. In Anbetracht der maritimen und militärischen Bedeutung der kleineren Küstenfunkstation Togblekovhe wurde nachträglich ein deutsches Kommando zurückbefohlen, um die Funkstelle nicht in Feindeshand fallen zu lassen. Das Kommando traf per Eisenbahn am 11. August 1914 bei Togblekovhe ein und machte die Station vor dem endgültigen Rückzug unbrauchbar. Bei Bafilo im Nordosten Togos kam es zu einem Gefecht zwischen kleineren deutschen und französischen Abteilungen.
Entlang der Bahnlinie Lome–Atakpame entwickelte sich über mehrere Tage ein Kleinkrieg zwischen der zurückweichenden Polizeitruppe der Deutschen und den von der Küste vorrückenden britisch-französischen Kolonialtruppen. In einem Gefecht bei Tsewie (Streckenkilometer 35) fielen sieben Deutsche, darunter Polizei-Hauptmann Pfähler. Bei Chra (Kilometer 123) kam es am 22. August 1914 zum schwersten Gefecht in Togo. 60 Deutsche und etwa 500 einheimische Söldner hatten sich am gleichnamigen Fluss in einer stark befestigten Stellung verschanzt. Britische und französische Truppen liefen stundenlang gegen diese Stellung an und verloren 73 Mann. Aufgrund der demoralisierten Söldner und Träger sowie Munitionsmangel musste die Position jedoch am folgenden Tag von den Deutschen geräumt werden. Somit war der Weg zu der bei Atakpame gelegenen Funkstation Kamina frei. In der Nacht vom 24. auf den 25. August 1914 wurde die Station durch die Deutschen selbst zerstört, indem die Maschinen in Brand gesetzt und die Funkmasten umgelegt wurden. Der deutsche Kommandeur ergab sich daraufhin am 26. August 1914. Nach Verhandlungen zwischen Rittmeister von Roebern als Emissär und Frederick Bryant vom britisch-französischen Expeditionskorps fand am 27. August 1914 schließlich die Übergabe der Kolonie Togo statt.

## Verluste
Es gibt Schätzungen durch einen britischen Brigadegeneral zu den Truppen in Togo aus der Zeit nach dem Ersten Weltkrieg. Brigadegeneral Frederick James Moberly geht von 2000 einheimischen Truppen in Togo aus. Er geht dabei auch davon aus, dass es 1100 Verletzte und 474 Tote unter den einheimischen Truppen gab. Für europäische Truppen geht er von der Zahl von 44 getöteten und 77 verletzten Soldaten aus, die allein auf der Seite der alliierten Truppen zu verzeichnen sind. Das Gedenkbuch zum Kolonial-Ehrenmal in Bremen von 1932 nennt für die deutsche Seite 14 Tote, von denen zehn nach 1914 gestorben sind.

## Gefangene und Internierte
Der Großteil der Gefangenen und Internierten wurde unter französischer Bewachung nach Dahomey gebracht. Nach längeren Verhandlungen erfolgte die Überführung nach Algier und Marokko, im Krankheitsfall auch nach Frankreich. Die Gefangenen der Briten wurden zum Teil nach England verbracht. Deutsche Männer aus Lome wurden hingegen nach Palime verschickt, während deutsche Frauen und Kinder im katholischen Schwesternhaus in Lome verblieben.

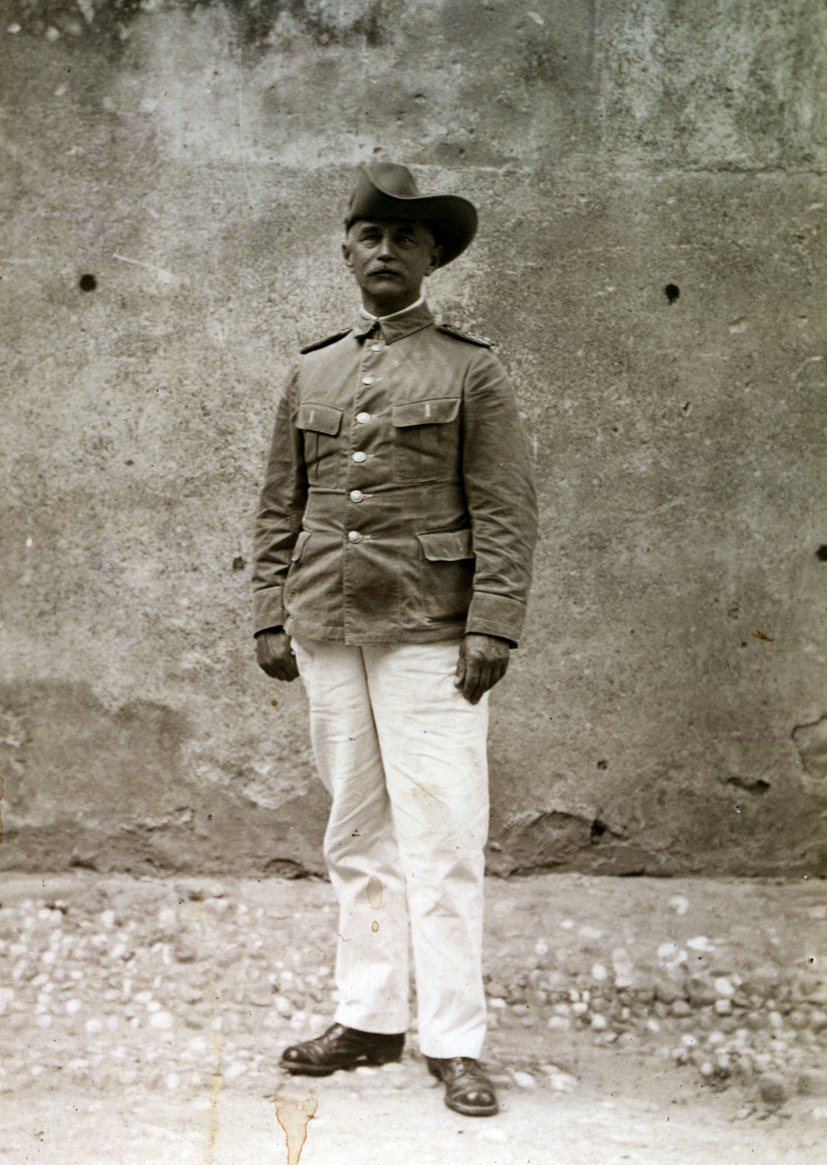
Hans Georg von Doering, stellv. Gouverneur, in Gefangenschaft, (1916)
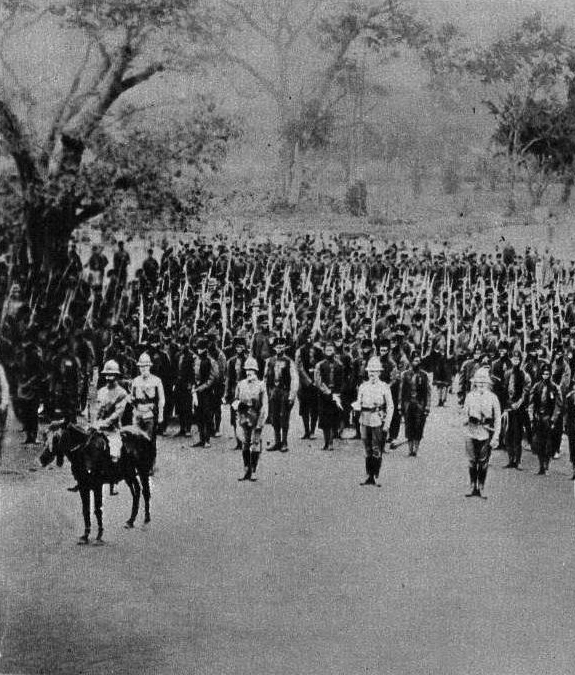
Britische Kolonialtruppen in Togo, 1914